# Berlingersköpfle
Das Berlingersköpfle (auch Pellingerköpfle) ist ein 2010 m ü. A. hoher Nebengipfel des Hählekopfs in den Allgäuer Alpen im österreichischen Bundesland Vorarlberg.

## Lage und Umgebung
Der in der Untergruppe 	Nordwestliche Walsertaler Berge gelegene Gipfel stellt den Punkt dar, in dem der vom Hohen Ifen (2230 m) nach Westen ziehende Bergkamm nach Süden zum Hählekopf (2058 m) abknickt. Das Berlingersköpfle liegt zwischen den beiden Bergen. Nach Westen bricht der Bergkamm am Berlingersköpfle senkrecht mit der Fellefluh ins Tal der Subersach ab, nach Norden mit der Iferfluh zum Fellegraben.
Die Gemarkung auf der sich das Berlingersköpfle befindet ist Egg, das ungefähr 16 Kilometer nordwestlich entfernt liegt. Nahe dem Gipfel verläuft die Grenze zur Gemeinde Bezau.

### Höhe
Die in den Karten angegebene Höhe von 1994 m ü. A. bezieht sich auf einen dem Gipfel nach Nordwesten vorgelagerten Punkt. Der eigentliche Gipfel hat eine Höhe von 2010 Metern.

## Namensherkunft
Erstmals erwähnt wurde der Gipfel im Jahr 1808 im Bayerischen Rustical-Kataster als Berlingers Köpfle, eine weitere Erwähnung stammt aus dem Jahr 1886 in einer Österreichischen Karte als Pelinger Köpfle. Namensgebend war höchstwahrscheinlich der im Bregenzerwald verbreitete Familienname „Berlinger“.

## Besteigung
Das Berlingersköpfle ist nicht mit Wegen erschlossen. Der Normalweg führt aus dem Schwarzwassertal auf Wanderwegen vorbei an der Schwarzwasserhütte (1620 m) zur Ifersguntalpe (1750 m) und von dort weglos nach Nordwesten zum Gipfel. Auch ein Grat-Übergang vom Hählekopf kann gemacht werden.
Wesentlich öfter bestiegen wird der Berg im Winter im Rahmen einer Skitour.

## Bilder

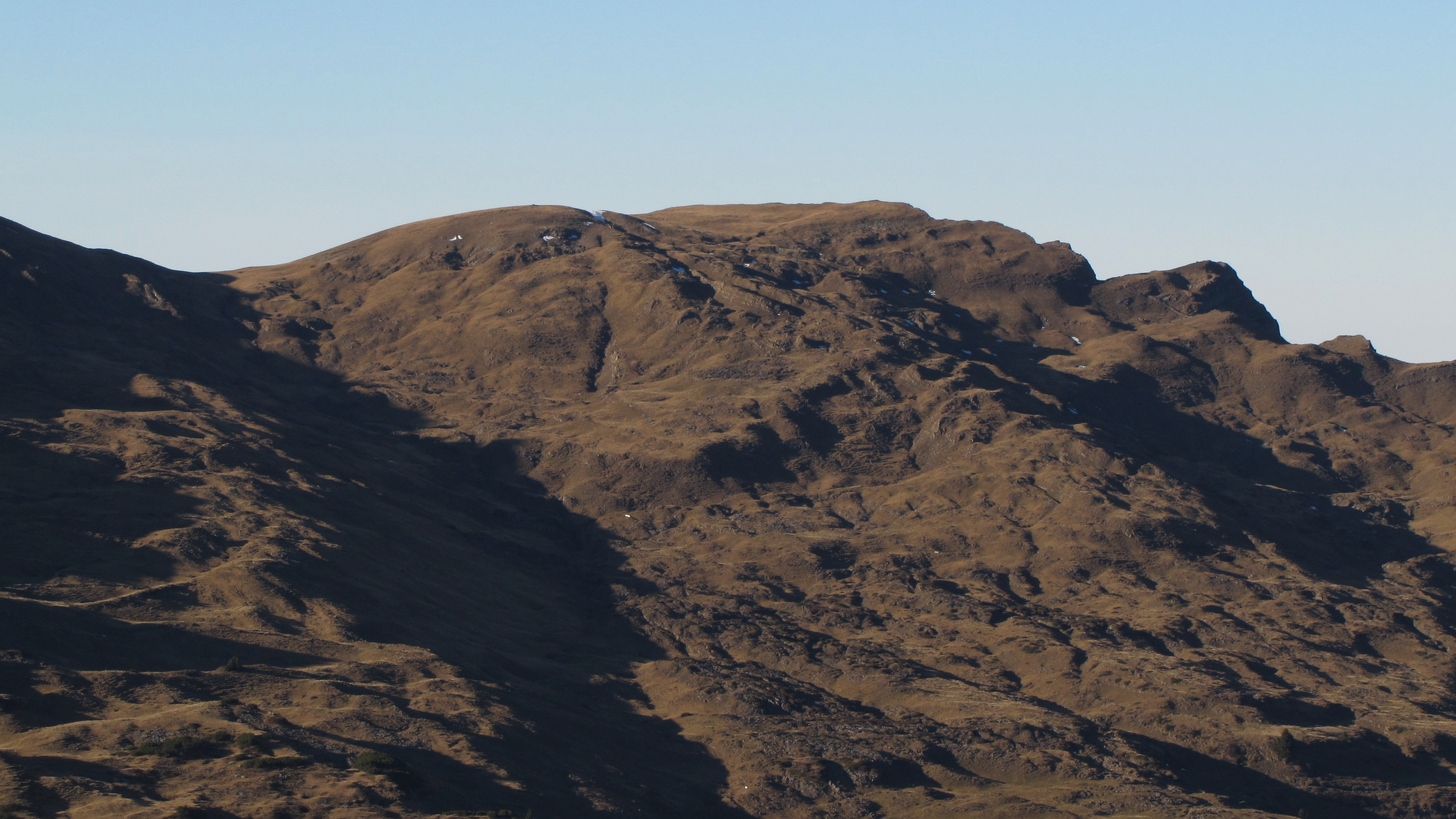
Aus Südosten
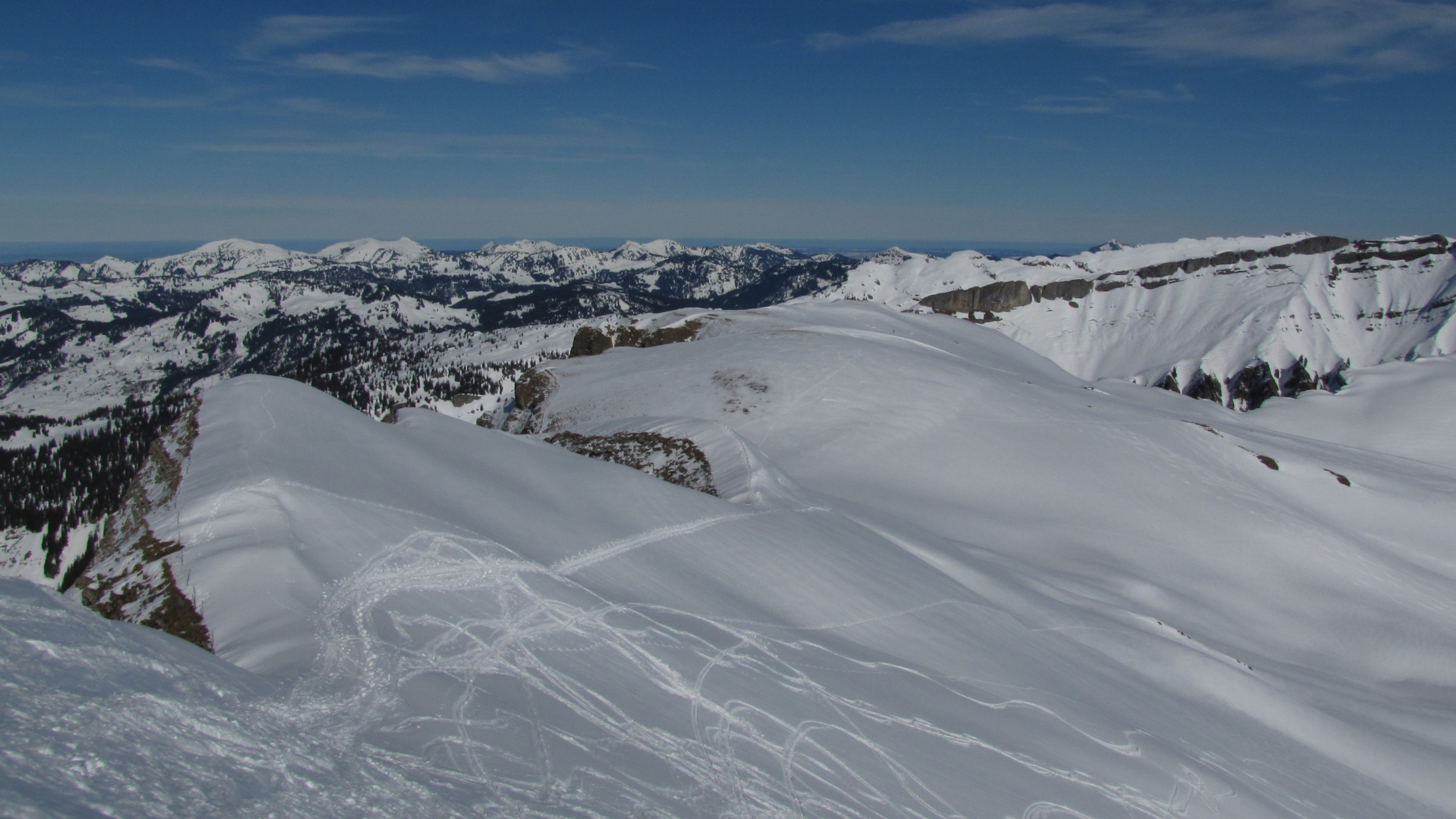
Vom Hählekopf
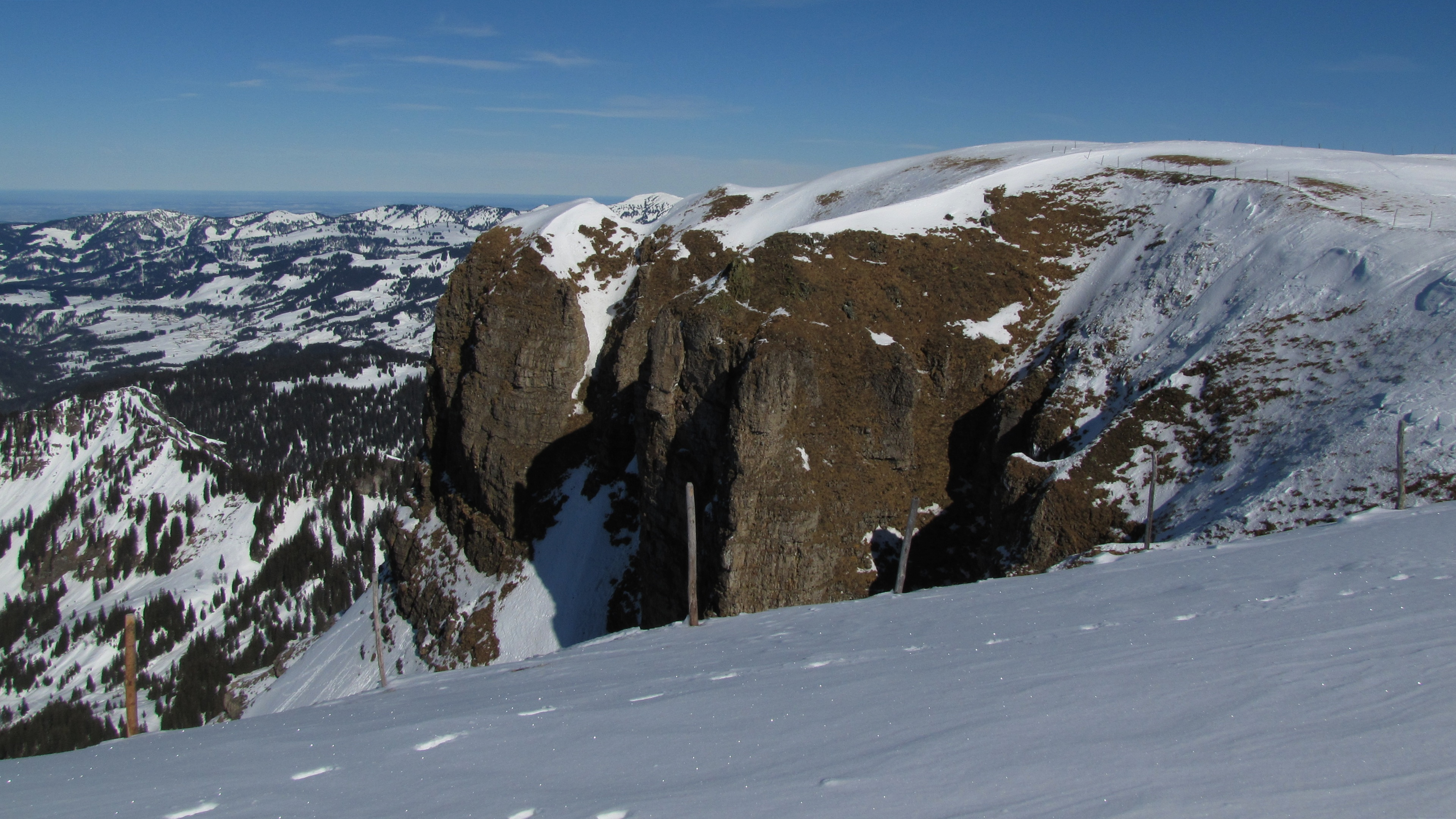
Gipfelaufbau